# NGC 1500
NGC 1500 је елиптична галаксија у сазвежђу Златна риба која се налази на NGC листи објеката дубоког неба.
Деклинација објекта је - 52° 19' 42" а ректасцензија 3h 58m 14,0s. Привидна величина (магнитуда) објекта NGC 1500 износи 13,7 а фотографска магнитуда 14,7. NGC 1500 је још познат и под ознакама ESO 201-13, AM 0356-522, PGC 14187.